# Mompati Thuma
Mompati Thuma (sinh ngày 5 tháng 4 năm 1981) là một cầu thủ bóng đá người Botswana. Hiện tại anh thi đấu cho Botswana Defence Force XI ở Botswana Premier League.

## Sự nghiệp
Anh có 84 lần ra sân cho Botswana kể từ khi ra mắt năm 2004, giúp anh trở thành cầu thủ ra sân nhiều nhất cho đội tuyển quốc gia.

## Đời sống cá nhân
Mompati Thuma ở trong một gia đình 3 người và là con trai duy nhất của gia đình đó. Anh cũng làm nhân viên công cộng và quân đội. Anh từng thi đấu karate như môn thể thao yêu thích của mình, và tập luyện từ khi còn học tiểu học.

## Thống kê

### Bàn thắng quốc tế
| 1                                           | 27 tháng 10 năm 2010 | Sân vận động Lobatse, Lobatse, Botswana | Eswatini | 2-0 | Thắng | Giao hữu |
| Chính xác tính đến ngày 13 tháng 1 năm 2017 |                      |                                         |          |     |       |          |